# 东郊区
东郊区，为上海市已撤销的一个区。位于今浦东新区西部。
1956年2月9日，由高桥、洋泾、杨思3区合并而成。以地处市区东部近郊之地，故名。区境东起椿树浦、咸塘浜一线，南沿赵家沟、海塘浜、白莲泾、杨思港，西沿黄浦江、浦东大道、浦东南路一线，北抵长江口。面积145平方公里。区长赵福第。1958年10月20日，经国务院批准，撤销东郊区，与东昌区合并设立浦东县。